# Курмановка
Курма́новка (рос. Курмановка) — присілок у складі Сорокинського району Тюменської області, Росія.
Населення — 96 осіб (2010, 117 у 2002).
Національний склад станом на 2002 рік:
- росіяни — 96 %